# Siphocranion
Siphocranion, maleni biljni rod od dvije vrste trajnica koje su rasprostranjene od istočnih Himalaja do južne Kine. Rod pripada porodici usnača, i smješten je u vlastiti podtribus Siphocranioninae.

## Vrste
1. Siphocranion macranthum (Hook.f.) C.Y.Wu
2. Siphocranion nudipes (Hemsl.) Kudô